# یون دریمبا
یون دریمبا (رومانیایی: Ion Drîmbă؛ ۱۸ مارس ۱۹۴۲ – ۲۰ فوریهٔ ۲۰۰۶) شمشیرباز اهل رومانی بود.
وی در مسابقات کشوری و بین‌المللی در مجموع برندهٔ ۲ مدال طلا، ۱ مدال برنز شده‌است.